# Auf Wiedersehen
Auf Wiedersehen er en dansk børnefilm fra 1991 instrueret af Annette Riisager efter manuskript af Gert Duve Skovlund.

## Handling
En autentisk historie fra besættelsen om fjendebiller, kærlighed og tab.